# とまどいトワイライト
「とまどいトワイライト」は、1979年2月1日にポリドール・レコードからリリースされた豊島たづみの4枚目のシングルである。

## 概要
「とまどいトワイライト」は、TBS系テレビドラマ木曜座「たとえば、愛」（大原麗子主演）主題歌。
『Seen it all』(JeezyフィーチャリングJayZ)という曲にサンプリングされた。

## 収録曲
両曲とも、作詞：阿木燿子、作曲：宇崎竜童、編曲：大村雅朗。

### Side:A
1. とまどいトワイライト

### Side:B
1. 寝た子を起こす子守唄

## レコーディング・スタッフ

### スタッフ
- プロデュース：三沢憲雄
- ディレクター：小栗俊雄
- ミキサー：長谷川和也
- 企画制作：日音
- AD：広野展生（P.C.C）
- 写真：近藤信治（P.C.C）
- デザイン：刈谷紀子（P.C.C）

## 収録アルバム
- とまどいトワイライト（1979年4月）